# Franz Eckert (Jurist)
Franz Eckert (* 14. November 1931; † 16. November 2017) war ein österreichischer Wirtschaftsjurist. Er war zudem Diakon der römisch-katholischen Kirche und sehr aktiv als Funktionär im Österreichischen Roten Kreuz Landesverband Niederösterreich tätig.

## Beruflicher Werdegang
Franz Eckert, Sohn von Franz Eckert (1895–1954), Badener Jurist und Referent des niederösterreichischen Heimatschutzes, studierte Rechtswissenschaften und war ab 1961 als Wirtschaftsanwalt in Baden bei Wien (Eckert & Fries Rechtsanwälte GmbH) tätig. Er hatte zahlreiche Aufsichtsratsmandate inne, darunter bei Adolf Darbo AG, OMV Tankstellen, Elektra Bregenz, Grass, Mediaprint, Graz-Köflacher Bahn und Busbetrieb, Herz Armaturen und Rath. 1998 wurde er Mitglied des Aufsichtsrats bei Magna Steyr. Er war langjähriger Anwalt der Bank Austria und wurde 1997 vom Großaktionär Bank Austria für fünf Jahre zum Aufsichtsrat in der Creditanstalt bestellt. Er war Sprecher der Kleinaktionäre.

## Engagement und Mitgliedschaften
Beim Österreichischen Roten Kreuz, Landesverband Niederösterreich war Eckert von 1991 bis 2011 Bezirksstellenleiter der Rotkreuz-Bezirksstelle Baden und von 1996 bis 2016 Landesfachreferent für Rechtsangelegenheiten sowie Vorsitzender des Schiedsgerichts (1996–2011). Außerdem war er von 2000 bis 2015 Vorsitzender des Wahlkomitees des Landesverbandes, 2001–2016 Mitglied des Arbeitsausschusses sowie 2008–2017 Landeskurat und prägte so das Rote Kreuz in Niederösterreich maßgeblich mit.
Eckert engagierte sich für den IGNM-Sektion Österreich, die nationale Sektion der Internationalen Gesellschaft für Neue Musik (International Society for Contemporary Music ISCM); er ist ISCM-Vorstandsmitglied und Ehrenmitglied der ISCM und der IGNM.
Eckert war Mitglied des Ritterordens vom Heiligen Grab zu Jerusalem und Kustos des Österreichischen Hospizes in Jerusalem. Von 1990 bis 1992 war er Kanzler der Österreichischen Statthalterei und wurde 2003 für sein Engagement im Heiligen Land mit der Goldenen Palme von Jerusalem ausgezeichnet. Außerdem war er Mitglied der KAV Capitolina Rom im CV.
Eckert war ehrenamtlicher Diakon für Klein-Mariazell. Er engagierte sich für die Restaurierung und Revitalisierung der ehemaligen Benediktinerabtei im Wallfahrtsort Klein-Mariazell. Er war Initiator des spirituellen Zentrum an der Via Sacra, dem alten Pilgerweg nach Mariazell.
Als Europa-Beauftragter im Generalsekretariat der Österreichischen Bischofskonferenz war er Berater der österreichischen Bischöfe in Brüssel und setzte sich für das Christentum in der Europäischen Union ein; er war Mitglied der Rechtskommission der Kommission der Bischofskonferenzen des EU-Raumes (ComECE).

## Privates
Eckert war der Vater des Alternativmediziners Achim Eckert.

## Anerkennungen
Für sein Wirken wurde Eckert 2004 mit der Goldenen Ehrenzeichen für Verdienste um die Republik Österreich ausgezeichnet. Gewürdigt wurde er von der Justizministerin Karin Miklautsch für sein Wirken um das österreichische Rechtswesen, aber auch für sein vielfältiges gesellschaftliches und soziales Engagement. Eckert engagierte sich langjährig für den Ritterorden vom Heiligen Grab zu Jerusalem – insbesondere für das Österreichische Hospiz zur Heiligen Familie in der Via Dolorosa in der Jerusalemer Altstadt, für ein Obdachlosenprojekt des Österreichischen Roten Kreuzes in Wiener Neustadt oder die unentgeltliche Rechtsberatung für sozial Schwache in seiner Heimatgemeinde Alland in Niederösterreich. Am 5. Juni 2013 wurde er von Landeshauptmann Franz Voves mit dem Großen Goldenen Ehrenzeichen des Landes Steiermark ausgezeichnet. Im Rahmen seiner Tätigkeit im Österreichischen Roten Kreuz, Landesverband Niederösterreich, wurde er unter anderem mit der Verdienstmedaille in Gold (1991) und dem Verdienstkreuz (2003) ausgezeichnet.